# Deauxma
Deauxma (Wurzburgo, Alemania, 25 de enero de 1960) es una actriz pornográfica alemana.

## Biografía
Hizo su aparición en el cine porno en 2003 siendo mayor de cuarenta años, una edad inusualmente tardía, a través de una serie de revistas de adultos como Score, Gent, D Cup y High Society. Se caracteriza por sus ojos verdes, piel morena y grandes pechos.
En lo que respecta a su vida privada, tiene tres hijos y está casada desde hace treinta y nueve años con una persona que, además de ser su pareja, es su fotógrafo, mánager y aparece con ella en alguna escena.

## Filmografía
- 2016:
- 2015: The Fetish Set jako gwiazda porno
- 2015: Walking with the Dead jako Zombie Stripper
- 2014: She's Gonna Squirt, odc. She's Gonna Squirt
- 2014: Mother-Son Secrets III
- 2014: Accidentally Lesbian
- 2014: Lesbian Training Day
- 2014: Women Seeking Women 112
- 2014: Road Queen 31
- 2014: Road Queen 30
- 2014: Road Queen 29
- 2014: Road Queen 28
- 2013: My Friend's Hot Mom 39
- 2013: Hot MILF Handjobs
- 2013: Road Queen 27
- 2013: Road Queen 26
- 2013: Road Queen 25
- 2012: Road Queen 24
- 2012: Road Queen 23
- 2012: Road Queen 22
- 2012: Road Queen 21
- 2012: Lesbian Triangles 26
- 2012: Lesbian Triangles 25
- 2012: Lesbian Storytime Theater 1
- 2012: Lesbian Seductions: Older/Younger 39
- 2012: 2 Chicks Same Time 10
- 2012: My Friend's Hot Mom 30
- 2011: Elexis and Her Girlfriends 2
- 2011: Lesbian PsychoDramas 7
- 2011: The Cougar Club 3: The Sex Pact
- 2011: Road Queen 20
- 2011: Road Queen 19
- 2010: Road Queen 18
- 2010: Road Queen 17
- 2010: Road Queen 16
- 2010: Road Queen 15
- 2010: Road Queen 14
- 2010: Lesbian Mentors 3: Older Women, Younger Girls
- 2010: MILF Legends 3
- 2010: My Mother's Best Friend 1
- 2010: My Friend's Hot Mom 23
- 2010: My Friend's Hot Mom 22
- 2009: My Friend's Hot Mom 17
- 2009: My Friend's Hot Mom 18
- 2009: Lesbian Office Seductions 2: Law & Order
- 2009: Lesbian Mentors 2: Older Women, Younger Girls
- 2009: Women Seeking Women 53
- 2009: Women Seeking Women 52
- 2009: Road Queen 13
- 2009: Road Queen 12
- 2009: Road Queen 11
- 2009: Road Queen 10
- 2008: Road Queen 9
- 2008: Road Queen 8
- 2008: Road Queen 7
- 2008: Road Queen 6
- 2008: Road Queen 5
- 2008: Road Queen 4
- 2008: MILF Lessons 18
- 2008: Lesbian Triangles 9
- 2008: Lesbian Triangles 8
- 2008: Lesbian Triangles 7
- 2008: MILF Club
- 2008: My Friend's Hot Mom 16
- 2007: No Man's Land: MILF Edition 1
- 2007: My Friend's Hot Mom 9
- 2007: Women Seeking Women 34
- 2007: Lesbian Seductions: Older/Younger 17
- 2007: Lesbian Seductions: Older/Younger 14
- 2007: Lesbian Seductions: Older/Younger 11
- 2007: Lesbian Seductions: Older/Younger 10
- 2007: Lesbian Triangles 6
- 2007: Lesbian Triangles 5
- 2007: Lesbian Triangles 4
- 2006: Lesbian Seductions: Older/Younger 7
- 2006: Lesbian Seductions: Older/Younger 6
- 2006: Road Queen 3
- 2006: Road Queen 2
- 2006: Diary of a MILF 2
- 2006: Suck'em Fuck'em Squeeze'em Tease'em 5
- 2006: Women Seeking Women 29
- 2006: Women Seeking Women 26
- 2005: Women Seeking Women 16
- 2005: Women Seeking Women 15
- 2005: Road Queen 1
- 2005: Lesbian Triangles 3
- 2005: Older and Horny 5
- 2004: Fantastic 40's and Anal 2
- 2004: HardScore #2
- 2004: Big Boob Fantastic 40's 2
- 2003: Foot Fetish